# Tripterygion melanurus
Espèce
Synonymes
- Tripterygion melanurus Guichenot, 1850
- Tripterygion melanurus melanurus Guichenot, 1850
- Tripterygion melanurus minor (Kolombatovic, 1892)
- Tripterygion minor (Kolombatovic, 1892)
- Tripterygium minor Kolombatovic, 1892

Statut de conservation UICN

 LC  : Préoccupation mineure
Tripterygion melanurus est un poisson osseux de la famille de Tripterygiidé.
Il s'agit d'un poisson démersal des mers subtropicales, qui peut mesurer jusqu'à 5,3 cm de longueur.

## Répartition
Il est répandu en Méditerranée, où on le trouve autour des Baléares et au large des côtes de la Sardaigne méridionale, de l'Algérie, de la Tunisie, d'Israël, du Liban, de Chypre et de la Turquie méridionale.

## Galerie

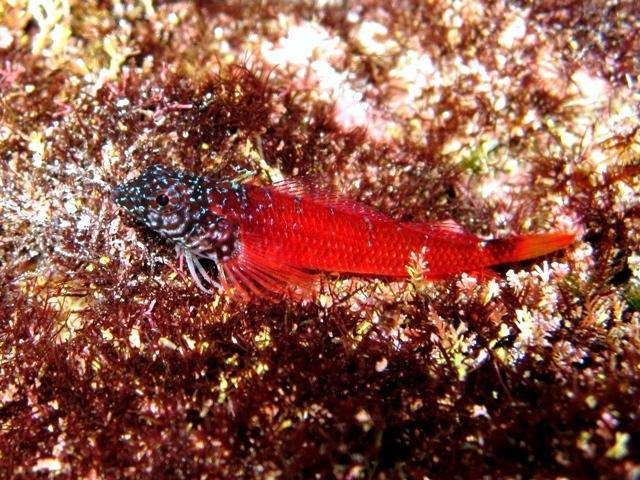
Tripterygion melanurus  (Karpathos, Grèce)
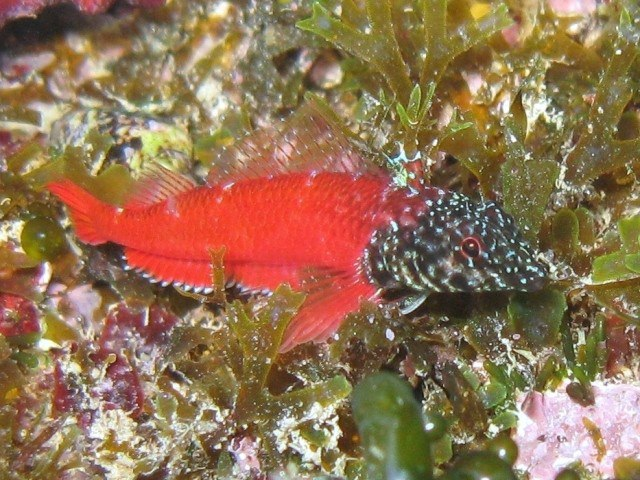
Tripterygion melanurus  (Croatie)